# Mallecolobus
Mallecolobus là một chi nhện trong họ Orsolobidae.